# Торегельдин, Макен Торегельдинович
Макен Торегельдинович Торегельдин (каз. Мәкен Төрегелдіұлы Төрегелдин; 9 мая 1923; Улытауский район, Карагандинская область, Казахская ССР, СССР — 2006; Караганда, Казахстан) — советский партийный работник, общественный и государственный деятель, участник Великой Отечественной войны.

## Биография
Торегельдин Макен родился 9 мая 1923 года в Карсакбайском, ныне Улытауском районе Карагандинской области.
Трудовую деятельность начал в 1939 году в возрасте 16 лет на Карсакбайском медеплавильном комбинате – первенце медной промышленности СССР. Работал рабочим, учеником коллектора и лаборантом геолого – разведочной конторы под руководством К. И. Сатпаева, работавшего главным геологом комбината.
В 1942 году по собственному желанию приехал в Ташкент. В том же году окончил Харьковское Краснознаменное военно-химическое училище с отличием и был направлен на Сталинградский фронт. Там был назначен командиром взвода 107 отдельной огнеметной роты. Затем помощник командира роты по технической части и командир 23-й роты ордена Красной Звезды в составе 3-го Украинского фронта освобождал Украину, Румынию, Болгарию, Венгрию, Югославию, Австрию.
Войну закончил в Альпах в 600 км от г. Милан в Италии.
После войны был направлен в Ульяновск на курсы «Выстрел», высшие стрелковые-тактические курсы по подготовке общевойсковых командиров.
По демобилизации в начале 1946 года вернулся на родину в Карсакбай с желанием работать на медеплавильном заводе. Был направлен замдиректора русской школы №3 по военной подготовке.
С 1948 по 1952 годы — секретарь Жезказганского районного Совета депутатов.
С 1952 по 1955 годы — заместитель директора Свердловской уралчерметразведочной геологоразведочной экспедиции.
С 1955 по 1962 годы — заместитель, первый заместитель Председателя исполкома Жезказганского районного Совета депутатов трудящихся.
С 1962 по 1968 годы — первый заместитель Жездинского межрайонного колхозно-совхозного производственного управления.
С 1968 по 1970 годы — директор крупного Жетыконурского овцеводческого совхоза, переименованного в совхоз имени XXIII съезда КПСС.
С 1970 по 1985 годы — первый секретарь Жездинского Райкома Компартии Казахстана.
С 1986 по 1988 годы — заведующий научно-исследовательским отделом Жезказганского областного историко-краеведческого музея.
С 1989 года — директор областного музея истории горного и плавильного дела в посёлке Жезды.

## Награды и звания
- 1942 — Медаль «За оборону Сталинграда»
- 1944 — Орден Отечественной войны II степени
- 1959 — Орден «Знак Почёта»
- 1976 — Орден Трудового Красного Знамени
- 1983 — Орден Красной Звезды
- 1985 — Орден Отечественной войны I степени
- 1995 — Медаль «За трудовое отличие» (Казахстан) Указом Президента Республики Казахстан.
- 2001 — Медаль «10 лет независимости Республики Казахстан»
- 2003 — нагрудный знак Министерство культуры Республики Казахстан «Деятель культуры» (каз. Мәдениет қайраткері)
- 2004 — Медаль «50 лет Целине»
- Награждён Почетной грамотой Верховного Совета СССР и Казахской ССР.
- Награждён многими боевыми и правительственными медалями СССР.
- Награждён личными благодарственными письмами Первого Президента Республики Казахстан.
- Почётный гражданин города Туркестан (2004 года) и Жездинского и Улытауского районов.